# 大阪大學醫學部附屬醫院
大阪大學醫學部附屬醫院（日语：／）是日本大阪府吹田市的大阪大學醫學部附屬醫院。起源於緒方洪庵開設的適塾。簡稱阪大醫院（日语：／）。
作為在國際標準臨床研究等方面發揮核心作用的國內核心醫院，厚生勞動省將本院列為「臨床研究中核醫院」。

## 概要（2019年度）
- 病床數：1,086床（含PhaseⅠ病床10床。）
- 教員：312人[6]
- 醫師數：728人[6]
- 看護職員數：1,130人[6]
- 醫療技術職員：356人[6]
- 事務職員等：278人[6]
- 全職員數：2,804人[6]
- 門診患者數：583,610人[8]
- 1日平均患者：2,431.7人[8]
- 所在地：大阪府吹田市山田丘2番15號（大阪大學吹田校區）
- 交通方式
  - 大阪單軌電車彩都線「阪大醫院前站」
  - 近鐵巴士（日语：近鉄バス）（JR茨木站、阪急茨木市站）、阪急巴士（日语：阪急バス）（千里中央站、北千里站・山田站）「阪大醫學部醫院前」
- 樓層數：地上14層

## 診療科、部門
（資料來源）

### 內科系科診療部門
心臟內科、腎臓內科、消化內科、糖尿病·內分泌·代謝內科、呼吸内科、免疫內科、血液·腫瘤內科、老年·高血壓內科、漢方內科、綜合診療科

### 外科系科診療部門
心臓血管外科、呼吸外科、消化外科、乳腺·內分泌外科、小兒外科、病理診斷科

### 感覺·皮膚·運動系科診療部門
眼科、耳鼻咽喉科·頭頸部外科、骨科、皮膚科、整形外科、復健科

### 腦神經精神科診療部門
神經內科·腦中風科、神經科·精神科、腦神經外科、麻醉科

### 女性·母子·泌尿生殖科診療部門
產科婦人科、小兒科、泌尿器科

### 放射線科診療部門
放射線診斷科·IVR科、放射線治療科、核醫學診療科

### 中央診療設施

#### 管理部門
材料部、病理部、輸血部、醫療情報部、感染制御部、中央品質管理部、臨床工學部、保健醫療福祉網路部、移植醫療部、營養管理部、供應中心、研究生教育開發中心、看護部生涯開發中心、高難度新規良技術審査部、未承認新規醫藥品等診療審査部、AI醫療中心、臨床凍結保存中心

#### 中央診療部門
臨床檢査部、手術部、放射線部、集中治療部、復健部、綜合診療部、血液淨化部、基因診療部、化學療法部、放射線治療部、綜合周產期母子醫療中心、高度救命救急中心、內視鏡中心、超音波檢査中心

#### 連攜診療部門
腦中風中心、前列腺中心、睡眠醫療中心、疼痛醫療中心、生殖醫療中心、心臟中心、小兒醫療中心、腫瘤中心、呼吸中心、癲癇中心、消化中心、IVR中心、胎兒診斷治療中心、難病醫療推進中心、兒童心理診療中心、癌症基因體醫療中心、尿病中心、緩和醫療中心、腸道不全治療中心

### 未來醫療開發部
未來醫療中心、臨床研究中心、資料中心、國際醫療中心

### 其他
牙科治療室

## 高度救命救急中心
1966年，日本尚未開始發展急診醫學，也沒有急診制度。大阪因舉辦大阪萬博與高度經濟成長期帶來的交通事故增加，使得急救患者無法立即獲得醫院收治。對此，大阪府與大阪大學合作，於1967年（昭和42年）8月在本院開設日本第一個急診室「特殊救急部（災害外科）」。當時的急診是由各專科與值班醫師執行，沒有專門處理跨專科多重外傷的急救醫療科，而新設的特殊救急部則是可獨自進行胸腹部外傷與大範圍燙傷等重症外科手術，或處理入院等診療的部門。
當時特殊救急部負責人杉本侃於第73回日本外科學會總會呼籲成立急診醫學的必要性，推動了外傷外科學的出版與日本救急醫學會的成立。1977年，救命救急制度法制化，全國各地以特殊救急部為模板陸續設立救命救急中心。大阪大學附屬醫院的特殊救急部在2000年改組為救命救急中心，2001年取得高度救命救急中心認可。

## 器官移植
在器官移植領域，本院是日本唯一一家獲得心臓、肺、心肺、胰臟和小腸等所有腦死器官移植保險設施認證，並擁有活體肺臟移植認證的醫院。
在器官移植法施行後，本院是日本國內第一間實施腦死心臓移植（1999年）、心肺同時移植（2009年）的醫院。

## 救護直升機
2008年1月16日，本院成為大阪府內唯一的救護直升機基地醫院。約20分鐘可至70公里外的大阪府最南端岬町。救護直升機由高度救命救急中心的七名醫師、九名看護師輪流值勤，運行時間為上午8點至日落。直升機是配有擔架、呼吸機等醫療器材的歐直EC135直升機。直升機飛行員來自平田學園航空事業本部。

## 沿革
移轉至吹田校區以前，本院位於中之島北側對岸的福島1丁目（舊町名堂島濱通）。福島1丁目的舊址之後進行再開發，其中大阪中之島合同廳舍於2001年竣工，新開發街區「Hotarumachi」的朝日放送新大樓與公寓於2008年竣工。
另計畫於2024年（令和4年）10月31日完成地下2層、地上8層的統合診療棟。

### 年表
- 1838年（天保9年）：緒方洪庵於津村東之町（現在大阪市中央區瓦町三丁目）開設蘭學塾適塾。
- 1869年（明治2年）：大阪上本町大福寺內設立政府直轄臨時醫院。7月，鈴木町代官屋敷跡的大阪府醫院完成。11月，開設大阪府醫學校醫院。
- 1872年（明治5年）：大阪醫學校醫院廢止。
- 1873年（明治6年）：大阪府在西本願寺津村別院（日语：本願寺津村別院）（北御堂）內開設大阪府醫院。
- 1879年（明治12年）：於中之島常安町新建醫院，改名為大阪公立醫院。
- 1880年（明治13年）：改名為府立大阪醫院。設立府立大阪醫學校。
- 1903年（明治36年）：改名為大阪府立高等醫學校醫院。
- 1915年（大正4年）：改名為府立大阪醫科大學醫院。
- 1917年（大正6年）：醫院火災。
- 1919年（大正8年）：改名為大阪醫科大學醫院。
- 1924年（大正13年）：遷至堂島濱通（日语：福島 (大阪市)）的新建醫院。10月改稱大阪醫科大學附屬醫院。
- 1931年（昭和6年）：改組為大阪帝國大學醫學部附屬醫院。
- 1932年（昭和7年）：待兼山的石橋分院開院。
- 1944年（昭和19年）：石橋分院關閉。
- 1947年（昭和22年）7月：石橋分院重新開院。9月，大阪帝國大學醫學部附屬醫院改組為大阪大學醫學部附屬醫院。
- 1949年（昭和24年）：改名為大阪大學醫學部附屬醫院。
- 1953年（昭和28年）：診療科與齒科分離，成立大阪大學齒學部附屬醫院（日语：大阪大学歯学部附属病院）。
- 1967年（昭和42年）8月：成立特殊救急部，為日本全國救命救急中心的先驅。
- 1968年（昭和43年）3月：石橋分院關閉。（現為大阪大學綜合學術博物館大阪大学総合学術博物館（日语：大阪大學綜合學術博物館大阪大学総合学術博物館）修學館展示場（待兼山修學館）。）
- 1993年（平成5年）： 移至現址（吹田校區）。與微生物病研究所附屬醫院合併。
- 1994年（平成6年）11月：獲得特定機能醫院認可。
- 1999年（平成11年）3月1日：日本國內器官移植法施行後首次腦死心臓移植
- 2000年（平成12年）：特殊救急部改組為救命救急中心（日语：救命救急センター）。
- 2001年（平成13年）：救命救急中心指定為高度救命救急中心（日语：高度救命救急センター）。
- 2002年（平成14年）4月：設置未來醫療中心
- 2007年（平成19年）：爆發多重抗藥性綠膿桿菌院內感染
- 2008年（平成20年）：成為日本全國第13座急救直升機基地醫院。
- 2008年（平成20年）8月14日：日本國內首次臨床導入自然孔內視鏡手術（NOTES, Natural orifice transluminal endoscopic surgery）
- 2009年（平成21年）1月17日：日本國內首次心肺同時移植
- 2009年（平成21年）4月：獲得地域癌症診療連攜據點醫院（日语：がん診療連携拠点病院）認可
- 2012年（平成24年）6月：移植法修正後首次兒童（未滿10歲）腦死心臓移植。
- 2015年（平成27年）8月：取得臨床研究中核醫院認定。
- 2015年（平成27年）9月：腫瘤中心棟完成。
- 2016年（平成28年）3月：取得接診外國患者醫療機構認證制度 （页面存档备份，存于）（JMIP）認證。
- 2016年（平成28年）9月：取得日本國際醫院 （页面存档备份，存于）（Japan International Hospitals, JIH）推薦。
- 2018年（平成30年）2月：指定為癌症基因組醫療中核據點醫院。
- 2018年（平成30年）10月：小兒外科實施成人短腸症候群小腸移植
- 2018年（平成30年）11月：指定為大阪府難病診療據點醫院。
- 2018年（平成30年）7月：指定為大阪府癲癇診療據點機關
- 2020年（令和2年）4月：指定為地域癌症診療連攜據點醫院（高度型）。
- 2020年（令和2年）4月：開始醫療費後付款服務
- 2020年（令和2年）4月：高度救命救急中心引進醫療車與DMAT車
- 2020年（令和2年）9月：高度救命救急中心與海上保安廳第五管區保安本部及吹田消防一同於吹田校區運動場執行直升機著陸、患者搬送訓練

## 醫療機關指定、認定
（資料來源）
| 保險醫療機關                                                                 | 勞災保險指定醫院                                                            |
| 母體保護法指定醫師配置醫療機關                                               | 生活保護法指定醫院                                                          |
| 臨床研修醫院                                                                 | 指定自立支援醫院（更生醫療）                                                |
| 外國醫師或外國齒科醫師及外國看護師等臨床修練醫院等                           | 癌症診療連攜據點醫院等                                                      |
| 指定養育醫院                                                                 | 愛滋病治療據點醫院                                                          |
| 指定自立支醫病院（育成醫療）                                                 | 肝疾患診療連攜據點醫院                                                      |
| 原子彈被害者醫療指定醫院                                                     | 特定疾患治療研究事業委託醫療機關                                            |
| 原子彈被害者一般疾病醫療處理醫院                                             | DPC對象醫院                                                                 |
| 精神保健指定醫師配置醫療機關                                                 | 指定小兒慢性特定疾病醫療機關                                                |
| 指定自立支援醫療機關（精神通院醫療）                                         | 身體障害者福祉法指定醫師配置醫療機關                                        |
| 綜合周產期母子醫療中心                                                       | 精神保健及精神障害者福祉法（昭和25年法律第123號）指定醫院或應急入院指定醫院 |
| 依據公益財團法人日本醫療機能評價機構定訂之產科醫療補償制度標準補償條約之補償 | 公害醫療機關                                                                |
| 臨床研究中核醫院                                                             | 特定機能醫院                                                                |
| 癌症基因組醫療中核據點醫院                                                   | 小兒癌症據點醫院                                                            |

- 大阪府難病診療連攜據點醫院[11]
- 公益財團法人日本醫療機能評價機構認定醫院[12]
- ISO15189認定（臨床檢査部 輸血部 病理部 放射線部 超音波檢査中心）[13]

## 先進醫療
- 紫杉醇靜脈投藥（一週一次。）及卡鉑腹腔內投藥（三週一次。）併用療法－上皮性卵巢癌、輸卵管癌或原發性腹膜癌
- 術前S-1口服、順鉑靜脈投藥及賀癌平靜脈投藥併用療法－可切除且有高度淋巴轉移之胃癌（僅限HER2陽性。）
- 周術期Carperitide靜脈投藥復發抑制療法－非小細胞肺癌（電腦斷層確認為非浸潤性除外）
- 帝盟多用量強化療法－膠質母細胞瘤（僅限於初次發作初次治療後復發或惡化的患者 。）
- 自體嗅覺黏膜移植之脊髓再生治療－胸髄損傷（僅限受傷後超過12 個月下肢完全麻痺（美國脊髓損傷協會AIS等級A。）。）（日本國內唯一）
- 術後阿斯匹林口服給藥－下下直腸除外之大腸癌（僅限III期、從肉眼觀察及病理學可判斷完全切除之患者。）
- 多基因套組檢測－難治性實體瘤（僅限Ⅲ期或Ⅳ期且無法手術，或治療後復發、無治療法或原有治療法結束之患者，肉瘤除外。）

### 資料來源
1. ↑   (PDF). 厚生勞動省. 2020-12-01  [2021-06-19]. （原始内容 (PDF)存档于2020-05-10）.
2. ↑  . 大阪大學醫學部附屬醫院.   [2021-06-19]. （原始内容存档于2021-04-30）.
3. ↑  . 日本醫療機能評價機構.   [2021-06-13]. （原始内容存档于2021-06-04）.
4. ↑   (PDF). 厚生勞動省. 2021-05-01  [2021-06-19]. （原始内容 (PDF)存档于2021-08-30）.
5. ↑   (PDF). 大阪大學醫學部附屬醫院.   [2021-06-13]. （原始内容存档 (PDF)于2021-06-13）.
6. 1 2 3 4 5 6 7   (PDF). 大阪大学医学部附属病院.   [2021年6月4日]. （原始内容存档 (PDF)于2021年6月4日）.
7. ↑  .   [2021-06-19]. （原始内容存档于2021-06-12）.
8. 1 2   (PDF). 大阪大学医学部附属病院.   [2021年6月4日]. （原始内容存档 (PDF)于2021年6月4日）.
9. ↑  . 大阪大学医学部附属病院.   [2021年6月8日]. （原始内容存档于2021年6月8日）.
10. ↑  . 大阪府 健康医療部 保健医療室 保健医療企画課.   [2021年6月4日]. （原始内容存档于2021年5月5日）.
11. ↑  . 大阪府 健康医療部 保健医療室地域保健課 疾病対策・援護グループ.   [2021年6月4日]. （原始内容存档于2021年6月4日）.
12. ↑  . 公益財団法人日本医療機能評価機構.   [2021年6月4日]. （原始内容存档于2021年6月4日）.
13. ↑   (PDF). 公益財団法人日本適合性認定協会.   [2021年6月4日]. （原始内容存档 (PDF)于2021年6月4日）.

## 外部連結
- 大阪大學醫學部附屬醫院 （页面存档备份，存于）
- 大阪大學醫學部附屬醫院·未來醫療中心 （页面存档备份，存于）